# Helena Laureano
Helena Isabel da Cunha Vaz Cardoso Laureano mais conhecida por Helena Isabel Laureano (Sesimbra, 4 de Outubro de 1967) é uma ex-modelo e actriz portuguesa. 
Teve como destaque na sua carreira a Francisca de Caixa Alta revelou uma brilhante interpretação e revelação em televisão iniciando assim o seu caminho do mundo da representação, também obteve notoriedade com a  vilã Maria dos Prazeres, em O Olhar da Serpente, na SIC, também no papel de protagonista. Os projectos Fascínios, Ilha dos Amores, Flor do Mar e Mar de Paixão, na TVI, catapultaram-na para as luzes da ribalta. Em Dezembro de 2010 regressou à SIC, onde assinou contrato de exclusividade e interpretou Eduarda Rodrigues, uma personagem que sofria de violência doméstica, na novela Rosa Fogo. 
Em 2013, terminado o contrato de exclusividade com a estação anteriormente mencionada, a atriz regressa à TVI para uma interpretação na novela Belmonte, na qual dá corpo a Anabela Milheiro, professora do ensino secundário.
Nos últimos anos está afastada do pequeno ecrã e lamenta a falta de oportunidades enquanto atriz, revelando em entrevista que está a ser dramático pagar as contas.

## Moda
Helena Laureano foi Dama de Honor no Concurso Miss Portugal conquistando para além do anterior, o titulo de Miss fotogenia e Miss Simpatia. Representou Portugal no concurso Miss World em 1988 conquistando o título de Miss Personalidade (Miss Personality). Iniciou depois a sua carreira como modelo e posteriormente como actriz.

## Cinema
A participação de Helena no cinema conta com consideráveis participações. 
- 1992 - No Dia dos Meus Anos de João Botelho
- 1993 - A Casa dos Espíritos, de Bille August (figuração especial)
- 1997 - Cães Sem Coleira de Rosa Coutinho Cabral
- 1999 - Aniversário no Banco de António J. Pires e Fernando Vendrell
- 2000 - A Falha de João Mário Grilo
- 2000 - Olhó Passarinho de José Sacramento como Cristina
- 2005 - O Fatalista de João Botelho como Suzete
- 2006 - Parte De Mim de Margarida Leitã
- Fatal uma curta-metragem de Pedro Sousa como Lara (protagonista)
- 2006 - Lavado em Lágrimas de Rosa Coutinho Cabral como Luísa.

## Teatro
Relativamente ao Teatro, Helena assumiu, com grande distinção, várias personagens na peça Malaquias. No Teatro Villaret, em “Popcorn” contracena com António Feio e com um vasto elenco. Em 2010 entrou na peça “Raparigas”, no Teatro da Comuna, uma peça contemporânea que conta a história de um homem mulherengo que decide se casar,  como forma de despedida, escolhe estar com quatro das suas ex-namoradas. Daí advertem muitas peripécias de fazer levar o espectador a chorar a rir.  
Fez parte do elenco da peça No Fim da Linha, espectáculo sobre o tráfico humano em que os actores protagonizam histórias de vidas destruídas, com o objectivo de sensibilizar para esta problemática.

## Televisão
| Ano         | Projeto                           | Papel                            | Notas                    | Canal |
| ----------- | --------------------------------- | -------------------------------- | ------------------------ | ----- |
| 1989        | Ricardina e Marta                 |                                  |                          | RTP1  |
| 1989        | Caixa Alta                        | Francisca                        | Protagonista             | RTP1  |
| 1990        | Napoleão, Meu Amor!               | Ludovina Pereira                 | Pequena Participação     | RTP1  |
| 1991        | Claxon                            | Ruth Bensabat                    | Pequena Participação     | RTP1  |
| 1991        | A Grande Mentira                  | Mafalda                          | Elenco Principal         | RTP1  |
| 1992 - 1993 | Cinzas                            | Anabela Santos                   | Elenco Principal         | RTP1  |
| 1993 - 1994 | Verão Quente                      | Carmo Cabral Monteiro            | Elenco Principal         | RTP1  |
| 1994        | Na Paz dos Anjos                  | Esperança                        | Elenco Principal         | RTP1  |
| 1995        | A Mulher do Senhor Ministro       | Xaxinha                          | Pequena Participação     | RTP1  |
| 1995        | A Idade da Loba                   | Tereza Amália                    | Elenco Principal         | Band  |
| 1996        | Polícias                          | Margarida                        | Participação Especial    | RTP1  |
| 1996        | Vidas de Sal                      | Eugénia Reis (jovem)             | Participação Especial    | RTP1  |
| 1997        | Riscos                            | Adriana                          | Elenco Adicional         | RTP1  |
| 1997        | A Noite Mais Badalada             | Vários Papéis                    |                          | RTP1  |
| 1997 - 1998 | Não Há Duas sem Três              | Susana Pinto                     | Elenco Principal         | RTP1  |
| 1999 - 2000 | Clube dos Campeões                | Vitória Oliveira                 | Elenco Principal         | SIC   |
| 2000        | Residencial Tejo                  |                                  | Elenco Adicional         | SIC   |
| 2001        | A Minha Família É uma Animação    |                                  | Elenco Adicional         | SIC   |
| 2001        | Bastidores                        | Isabel Bandeira                  | Elenco Principal         | RTP1  |
| 2001        | Alves dos Reis                    | Gisele                           | Participação Especial    | RTP1  |
| 2002        | Fúria de Viver                    | Sofia                            | Elenco Principal         | SIC   |
| 2002 - 2003 | O Olhar da Serpente               | Maria dos Prazeres Costa Moreira | Protagonista             | SIC   |
| 2004        | Maré Alta                         | Passageira                       | Atriz Convidada          | SIC   |
| 2004 - 2005 | Segredo                           | Joana                            | Elenco Principal         | RTP1  |
| 2006        | Sete Vidas                        | Monica                           | Elenco Adicional         | SIC   |
| 2006        | Clube das Chaves                  | Mãe de kiko                      | Elenco Adicional         | TVI   |
| 2006        | Uma Família Normal                | Mariana                          | Protagonista             | TVI   |
| 2006 - 2007 | O Bando dos Quatro                | Marta                            | Elenco Principal         | TVI   |
| 2007        | Ilha dos Amores                   | Cecília Medeiros                 | Co- Protagonista         | TVI   |
| 2007 - 2008 | Fascínios                         | Helena Basur Ventura             | Co- Protagonista         | TVI   |
| 2008        | Casos da Vida "Refém do Passado"  | Clara Morais                     | Protagonista             | TVI   |
| 2008 - 2009 | Flor do Mar                       | Carolina Camacho Gouveia         | Co- Protagonista         | TVI   |
| 2010        | Dias Felizes                      | Teresa                           | Protagonista             | TVI   |
| 2010 - 2011 | Mar de Paixão                     | Ana Marta Cardoso                | Co- Protagonista         | TVI   |
| 2011 - 2012 | Rosa Fogo                         | Eduarda Rodrigues                | Elenco Principal         | SIC   |
| 2013 - 2014 | Belmonte                          | Anabela Milheiro                 | Elenco Principal         | TVI   |
| 2016        | A Única Mulher                    | Célia Mestre                     | Elenco Adicional         | TVI   |
| 2019        | A Teia                            | Carmo Damásio                    | Elenco Adicional         | TVI   |
| 2019 - 2021 | Golpe de Sorte                    | Rosanne Toledo                   | Elenco Principal         | SIC   |
| 2019        | Golpe de Sorte: Um Conto de Natal | Rosanne Toledo                   | Elenco Principal         | SIC   |
| 2021        | Patrões Fora (2.ª temporada)      | Tuxa                             | Elenco Adicional         | SIC   |
| 2022        | Passadeira Vermelha               | Ela Própria                      | Comentadora              | SIC   |
| 2022 - 2023 | Praxx                             | Paula                            | Elenco Secundário (OPTO) | SIC   |